# C'est dur d'être un homme : Maman chérie
Série C'est dur d'être un homme
C'est dur d'être un homme
(1969) C'est dur d'être un homme : Le Grand Amour
(1970)
Pour plus de détails, voir Fiche technique et Distribution.
C'est dur d'être un homme : Maman chérie (続・男はつらいよ, Zoku otoko wa tsurai yo) est un film japonais réalisé par Yōji Yamada et sorti en 1969. C'est le second des cinquante films de la série C'est dur d'être un homme.

## Synopsis
Tora-san se réveille en sursaut dans une auberge après avoir encore une fois rêvé de sa mère Okiku qui l'a abandonné à sa naissance voilà 38 ans. Quelque temps plus tard, il rend une brève visite à sa famille dans le quartier de Shibamata à Katsushika avant de passer la soirée avec Sanpo Tsubouchi, son ancien professeur d'anglais, et sa fille Natsuko. Mais la suite ne se passe pas comme prévu, pris de maux de ventre dus à une nourriture trop riche, il est hospitalisé, se querelle avec le docteur, s'enfuit de l'hôpital pour aller manger et finit en prison pour n'avoir pas l'argent pour régler le restaurant dans lequel il a pris son repas avec son ami Noboru.
Un mois plus tard, à l'occasion d'un voyage touristique à Kyoto, Sanpo Tsubouchi et Natsuko retrouvent Tora-san en diseur de bonne aventure aux pieds du pont Togetsu-kyō (ja). Tora-san leur apprend que sa vraie mère, ancienne geisha, travaillerait dans au Grand Hôtel à Kyoto mais qu'il n'ose pas aller la rencontrer. Poussé par Sanpo et accompagné par Natsuko, il se décide à aller la voir. Il prend tout d'abord la douce Osumi, une employée de l'hôtel pour sa mère avant de se rendre compte de sa méprise, Okiku est en fait l'acariâtre directrice de l'établissement qui ne trouve rien de mieux que de lui dire qu'elle ne lui donnerait pas d'argent.
Dévasté, Tora-san retourne dans sa famille à Tokyo. Seul son amour pour Natsuko lui fait retrouver le sourire. Quand Sanpo Tsubouchi meurt, il prend en charge l'organisation des funérailles, et c'est à cette occasion qu'il découvre que Natsuko est de son côté amoureuse du docteur Kaoru Fujimura, qui l'avait soigné à l'hôpital. Il s'enfuit à nouveau de Tokyo.
Quelque temps plus tard, à l'occasion de leur voyage de noces à Kyoto, Natsuko et son mari aperçoivent au loin Tora-san et sa mère Okiku marcher côte à côte sur le pont Togetsu-kyō (ja).

## Fiche technique
- Titre : C'est dur d'être un homme : Maman chérie[1]
- Titre original : 続・男はつらいよ (Zoku otoko wa tsurai yo?)
- Titres anglais : Tora-san's Cherished Mother ; Tora-san Pt. 2 ; Am I Trying, Part II[2]
- Réalisation : Yōji Yamada
- Scénario : Yōji Yamada, Shun'ichi Kobayashi (ja) et Akira Miyazaki (ja)
- Photographie : Tetsuo Takaha (ja)
- Montage : Iwao Ishii (ja)
- Musique : Naozumi Yamamoto
- Décors : Kiminobu Satō
- Sociétés de production : Shōchiku
- Pays de production :  Japon
- Langue originale : japonais
- Format : couleur (Eastmancolor) — 2,35:1 — 35 mm — son mono
- Genres : comédie dramatique ; romance
- Durée : 93 minutes[3] (métrage : sept bobines - 2 549 m[3])
- Dates de sortie :
  - Japon : 15 novembre 1969[3]
  - États-Unis : 1er juillet 1970[2]

## Distribution
- Kiyoshi Atsumi : Torajirō Kuruma / Tora-san
- Chieko Baishō : Sakura Suwa, sa demi-sœur
- Shin Morikawa (ja) : Ryūzō Kuruma, son oncle
- Chieko Misaki (ja) : Tsune Kuruma, sa tante
- Gin Maeda (en) : Hiroshi Suwa, le mari de Sakura
- Eijirō Tōno : le professeur Sanpo Tsubouchi
- Orie Satō (ja) : Natsuko Tsubouchi, sa fille
- Chōchō Miyako (ja) : Okiku, la mère de Torajirō
- Akiko Kazami : Osumi, l'employée d'Okiku
- Tsutomu Yamazaki : le docteur Kaoru Fujimura
- Gajirō Satō (ja) : Gen
- Hisao Dazai (ja) : Umetarō Katsura, le voisin imprimeur
- Chishū Ryū : Gozen-sama, le grand prêtre
- Taisaku Akino (ja) : Noboru

## Autour du film
Le film est classé 9e meilleur film japonais de l'année 1969 par la revue Kinema Junpō,.

## Distinctions
Sauf indication contraire, les informations mentionnées dans cette section peuvent être confirmées par la base de données cinématographiques IMDb,  présente dans la section « Liens externes ».

### Récompenses
- 1970 : prix Mainichi du meilleur réalisateur pour Yōji Yamada et du meilleur acteur pour Kiyoshi Atsumi[6],[7]